# هوراس الجین داج
هوراس الجین دوج (انگلیسی: Horace Elgin Dodge) یکی از پیشگامان ساخت خودرو در آمریکا و یکی از بنیانگذاران شرکت دوج بود.